# 4 Gold Chains
4 Gold Chains è un singolo del rapper statunitense Lil Peep, pubblicato il 14 maggio 2018 dalla First Access Entertainment e Columbia Records.
Vede la collaborazione del produttore discografico e rapper Clams Casino. Il brano è stato nominato come "Miglior nuova traccia" da Pitchfork.
La canzone è il secondo singolo postumo del rapper come artista principale, seguito da Spotlight, singolo realizzato in collaborazione con Marshmello e pubblicato nel gennaio dello stesso anno.

## Antefatti
Verso fine maggio 2017, Lil Peep ha registrato una versione demo di 4 Gold Chians.
Il 28 maggio 2017, Lil Peep ha pubblicato un video teaser sul suo account Facebook ufficiale, con uno snippet del brano e la didascalia "Clams Casino". Il 15 novembre 2017, Peep ha continuato a far riferimento alla collaborazione con Clams Casino sul suo account Twitter aggiungendo la didascalia "prossimamente".
Il 10 maggio 2018, Casino ha pubblicato un'immagine del tweet sopraindicato da Peep sul suo Instagram, suggerendo che la canzone sarebbe stata presto pubblicata. Una clip del video musicale è stata postata sull'account Instagram di Peep il giorno successivo, rivelando anche la data di pubblicazione della canzone. Il 13 maggio, la canzone e il video sono stati premiati dal cantautore, nonché amico intimo di Peep, Post Malone, mentre si esibiva al Rolling Loud Music Festival a Miami, in Florida.

## Video musicale
Il video musicale di 4 Gold Chains è stato girato l'8 giugno 2017 dal videografo Heavy Rayn assieme a Lil Peep.
Il video musicale è stato pubblicato il 13 maggio 2018, per accompagnare l'uscita della traccia. È stato editato da Mezzy. Il video ha raggiunto oltre 18 milioni di visualizzazioni a partire da aprile 2019.

## Tracce
1. 4 Gold Chains (feat. Clams Casino) – 3:29 (testo: Gustav Åhr, Michael Volpe – musica: Clams Casino)

## Formazione

### Musicisti
- Lil Peep - voce, testi
- Clams Casino - voce, testi, produzione, ingegnere missaggio
- Chris Gehringer – ingegnere mastering